# Banjica, Nordmakedonien
Banjica (makedonska: Бањица) är en ort i Nordmakedonien.   Den ligger i kommunen Čaška, i den centrala delen av landet, 40 kilometer sydost om huvudstaden Skopje. Banjica ligger 306 meter över havet och antalet invånare är 213.